# 赫淮斯托斯槽溝
赫淮斯托斯槽溝（Hephaestus Fossae）是位於火星阿蒙蒂斯区的槽和河道系統，中心座標21.1 °N，237.5 °W。它的長度604公里，以火星上的古典反照率特徵命名。 
赫淮斯托斯槽溝已被初步判定是溢出河道，但它的形成和演化仍舊不明。目前已有人提出流星體撞擊事件造成火星表面下的冰融化，造成災難性的大量洪水流入槽溝的說法。